# Храм Троицы Живоначальной на Шаболовке
Храм Живоначальной Троицы на Шаболовке — православный храм в районе Якиманка города Москвы. Относится Москворецкому благочинию Московской епархии Русской православной церкви.

## История

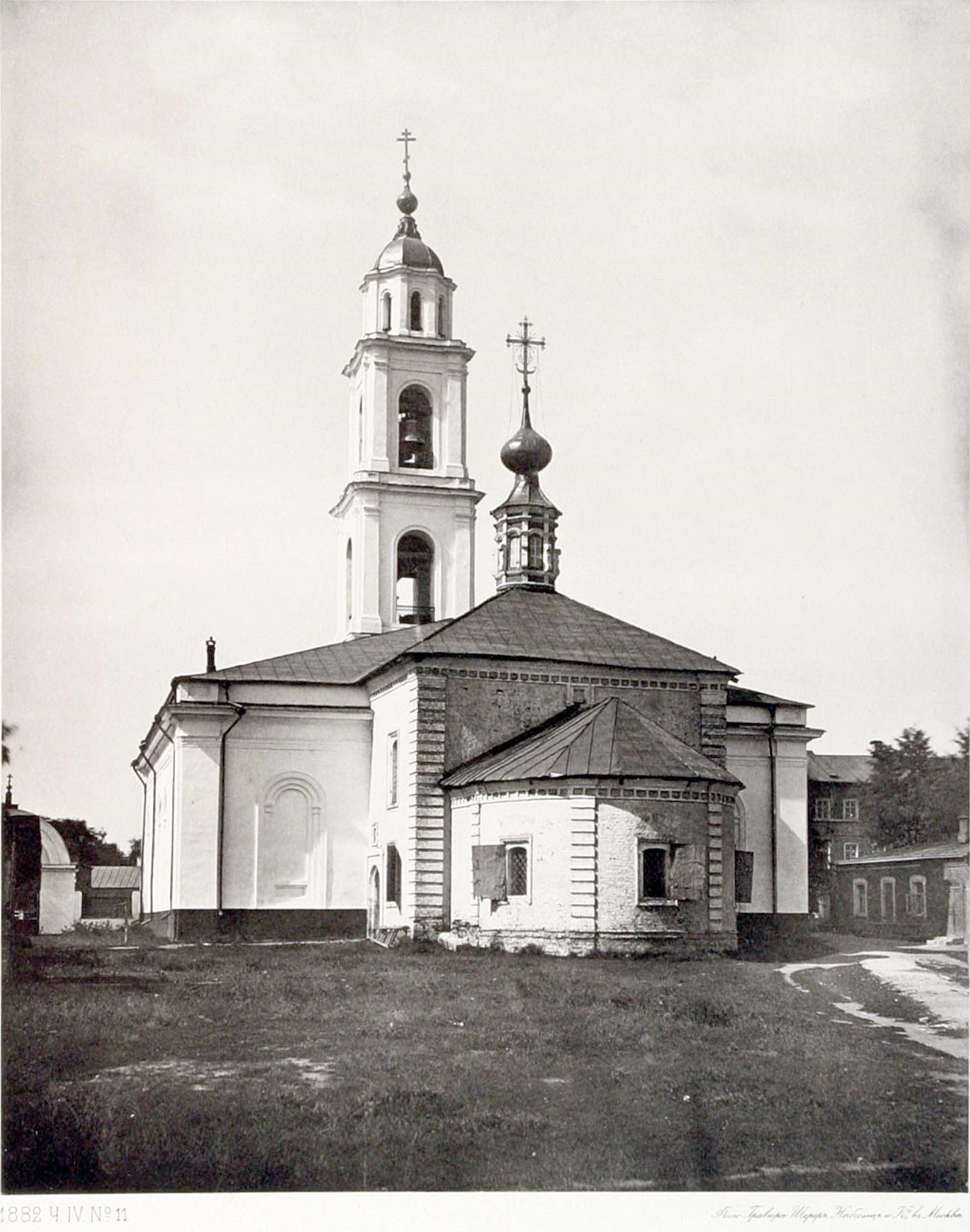
Фотография 1882 года из альбома Николая Найдёнова. Хорошо видна наиболее старая часть храмового здания, утраченная в ходе реконструкции 1880-х годов.

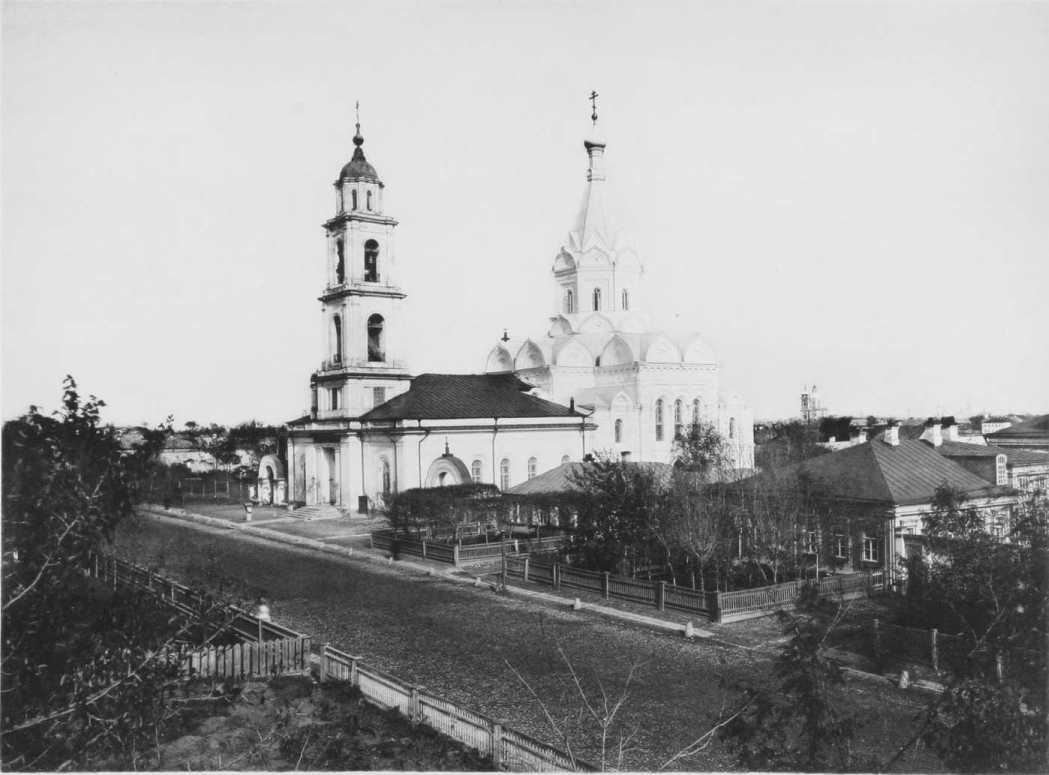
Храм после перестройки, 1889 год

Деревянный храм в честь Троицы Живоначальной по благословению атриарха Адриана в селе Шаболове был основан в 1698 году. Дата начала и окончания строительства известна из нескольких источников: о строительстве церкви упоминается в книге новопостроенных церквей города Москвы, год строительства церкви упоминается в переписных книгах Замоскворецкого сорока за 1722 год, точная дата окончания строительства, 28 апреля 1699 года (7207 год от сотворения мира), указана в приходной книге патриаршего казённого приказа.
…вышеписанная церковь Живоначалныя Троицы деревянная, а зачата та святая церковь строиться вновь по благословенію СвятѢйшаго Адріана, Патріарха Московскаго и всея Россіи въ 206 году.
Въ нынѢшнемъ 207 году АпрѢля въ 28 день по указу СвятѢйшаго Патріарха и по помѢтѢ на выпискѢ Андрея Денисова Владыкина велѢно новопостроенныя Церкви во имя Живоначальныя Троицы, которая построена вновь за Калужскими вороты, за землянымъ городомъ…
Храм был построен на землях Даниловскаго монастыря, игумен которого уступил под постройку нового храма и под кладбище при нём 1200 квадратных сажень земли.
В 1722 году в связи с увеличением прихожан возводится пристройка к храму, в которой размещают придел во имя Покрова Богородицы.

К 1744 году деревянный храм сильно изветшал. Прихожанами было написано прошение о строительстве нового, уже каменного храма. В 1745 году архиепископ Московский и Владимирский Иосиф разрешил разобрать старую деревянную церковь и на её месте построить более обширную каменную. Снос старого храма и возведение на его месте нового заняло 2 года (1745—1747). Строительство церкви шло под руководством Владимира Булыгина, секретаря межевой канцелярии. Освящение каменного храма состоялось 15 февраля 1747 года. Когда в 1885 году перед сносом церкви разобрали престол, под ним нашли деревянный крест с надписью:
Освятися жертвенникъ Господа Бога и Спаса нашего Іисуса Христа во Храм Живоначальныя Троицы Отца и Сына и Святаго Духа при державѢ БлагочестивѢйшей Великой Государыне Императрице ЕлисаветѢ ПетровнѢ всея великія, и малыя, и БѢлыя Россіи Самодержицы и по благословению СвятѢйшаго Правительствующаго Синода въ лѢто отъ Рождества Христова 1747 года Февраля въ 15 день на память Святаго Апостола Онисима
 Однако отделка и благоустройство храма продолжались до 1790 года, отделка внутреннего убранства храма завершилось к 1786 году, иконостас окончательно доделали к 1787 году, а стопудовый колокол повесили на колокольне только в 1790 году. В 1823 году храму пожертвована высокочтимая икона Богоматери Фёдоровской.

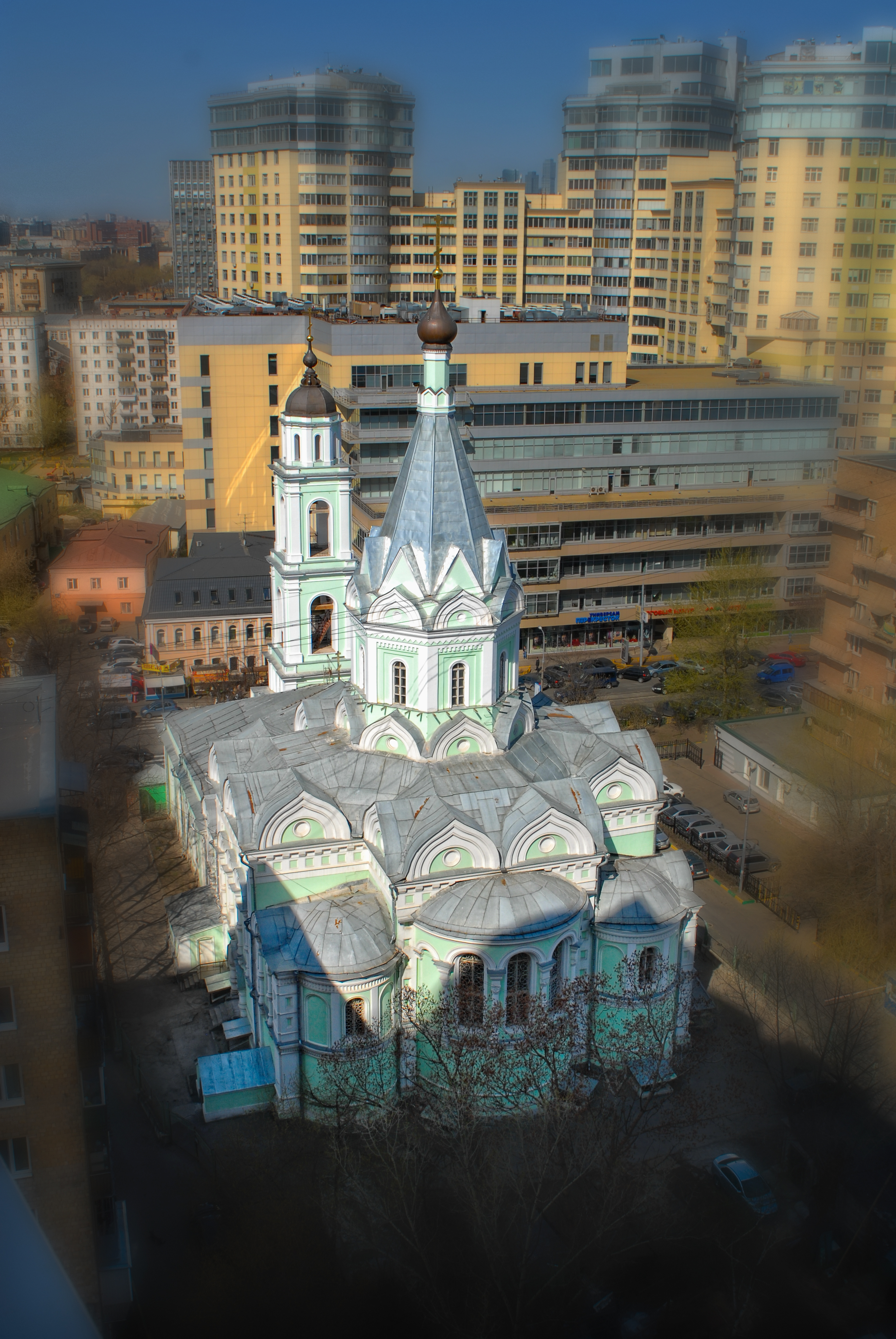
Храм в 2011 году

К середине XIX века храм вновь оказался мал. В 1827 году был начат сбор пожертвований на перестройку церкви. По проекту, разработанному архитектором Николаем Ильичем Козловским в 1837 году, было решено разобрать малую колокольню и на её месте построить два новых придела. На 1 января 1839 года было собрано более 35 000 рублей, которых должно было хватить на задуманную перестройку, и 6 октября 1839 года Митрополиту Филарету было подано прошение на разрешение строительства. Его удовлетворили 22 апреля 1840 года, а осенью начались работы по переустройству храма. Летом 1840 года построена колокольня, приделы и новая трапезная (архитектор В. А. Балашов), в 1841 году выполнена внешняя отделка, в 1842 году внутренняя, окончательно всё было завершено к 1843 году. 7 ноября 1843 года освящение храма произвёл Митрополит Московский и Коломенский Филарет. В 1866 году по благословению Митрополита, художники Грибков и Голованов выполнили роспись храма.
К 1884 году возникла очередная необходимость увеличения размеров храма, начался сбор пожертвований на строительство нового храма. Церковь выделила на это чуть менее 75 000 рублей, ещё 70 000 рублей пожертвований прихожан было собрано в очень короткий срок. Настоятель Василий Руднев на собственные средства заказал проект храма у архитектора Николая Васильевича Никитина; 12 февраля 1884 года проект храма был готов, 12 ноября Московская духовная консистория дала разрешение приступить к строительным работам и 19 мая 1885 года началось строительство нового храма, которым безвозмездно руководил архитектор Михаил Павлович Иванов до самого его окончания. Храм освятил 21 сентября 1896 года Митрополит Московский и Коломенский Сергий. Всего на строительство храма было потрачено более 145 000 рублей, не считая пожертвований личным трудом и вещами.
В 1930 году храм закрыли. Колокольня была снесена до уровня первого яруса, был разобран шатер храма. В здании  разместился клуб.
В начале 1990-х  храм возвращён верующим. В 1992 году храм был вновь освящён, однако некоторое время здание оставалось изуродованным. В 2000-х годах прошла масштабная реставрация с воссозданием утраченных элементов в варианте 1896 года.

## Священнослужители
- Поп Филипп Феофилактов (1698—1713)
- Поп Василий Филиппов (1713—1730), сын предшественника
- Поп Семен Гаврилов (1730—1738)
- Священник Алексей Семенов (1738—1751), сын предшественника
- Священник Иван Афонасьев (1752—1782)
- Священник Спиридон Герасимов (1782—1820)
- Священник Иоанн Тихомиров (1820—1828)
- Священник Николай Бобринский (1828—1873)
- Священник Василий Руднев (1873—1901)
- Священник Петр Петропавловский (1901—)
- Священник Николай Орлов (1901—)
- протоиерей Георгий Вахромеев (1991—2024)
- протоиерей Артемий Владимиров (с 2025)

## Духовенство
- Настоятель храма протоиерей Георгий Вахромеев окончил Московскую духовную семинарию.
- Иерей Александр Юрьев окончил Православный Свято-Тихоновский гуманитарный университет.
- Диакон Николай Вахромеев окончил Свято-Николо-Угрешскую духовную семинарию и магистратуру[1].

## Захоронения при церкви
- Анастасия, супруга протопопа Аввакума (прим. 1700-1702)[2]